# Liste der Fornminnen in Torp

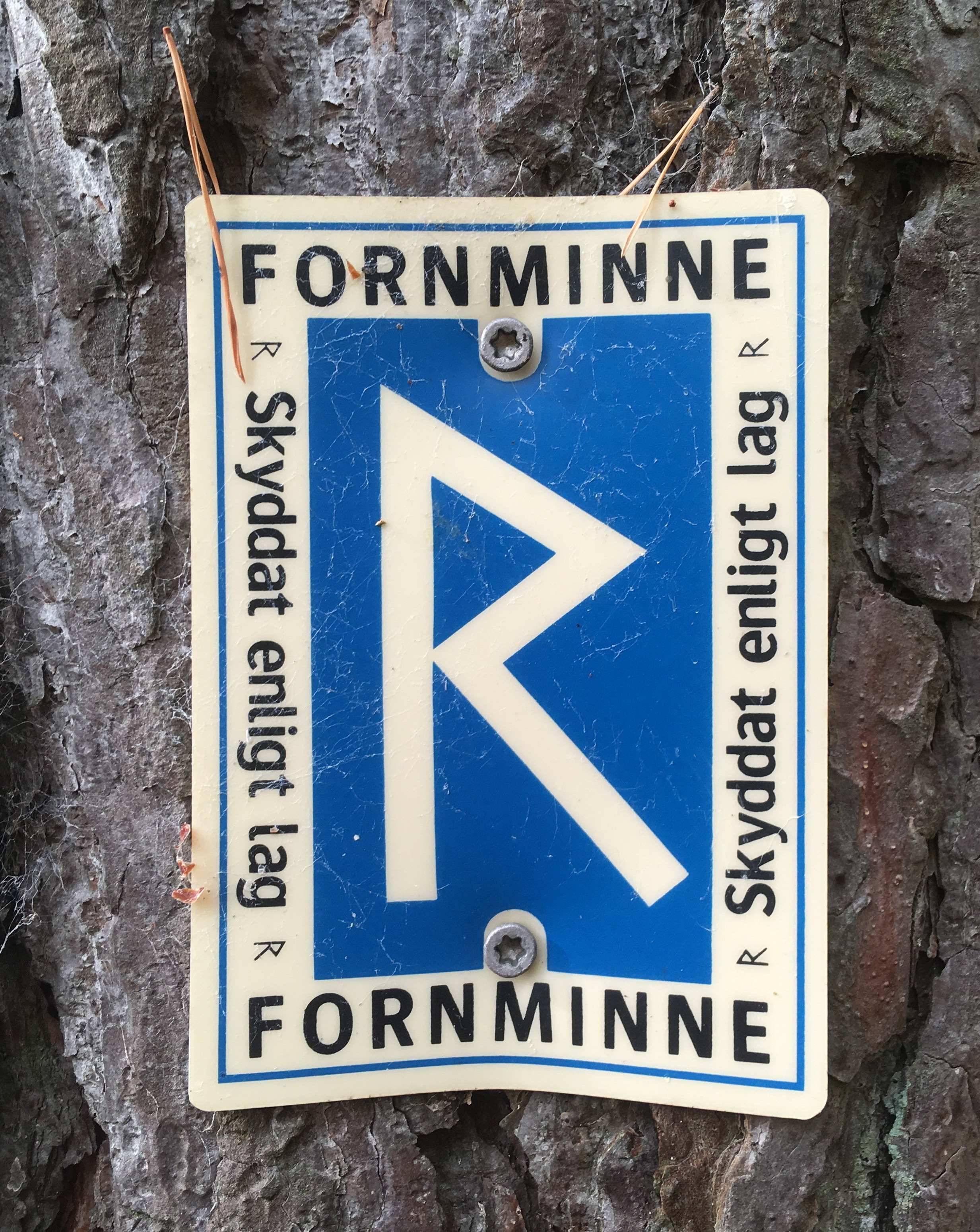
Zeichen für „Fornminnen“ in Schweden

Diese Liste der Fornminnen in Torp zeigt die „Alten/antiken Denkmale“ (schwedisch fornminnen) im ehemaligen Socken Torp in der heutigen Gemeinde Ånge der schwedischen Provinz Västernorrlands län, sie ist eine Teilliste der „Liste der Fornminnen in Västernorrland“. Die Aufteilung basiert auf der historischen Zuordnung der Gebiete in Socken (siehe auch) und der Einteilung des Zentralamts für Denkmalpflege Riksantikvarieämbetet (RAÄ). Es werden die Fornminnen aufgeführt, die auf dem Suchdienst „Fornsök“ registriert sind, welcher weitere Informationen zu den bekannten kulturhistorischen Überresten in Schweden enthält.

## Begriffserklärung
Fornminnen (schwedisch für alte/antike Denkmale oder archäologische Funde) sind in Schweden alte Objekte und archäologische Funde (Fornlämningar), welche die Überreste menschlicher Aktivitäten in der Vergangenheit bezeichnen, die durch frühere Nutzung entstanden sind und dauerhaft aufgegeben wurden. Dabei gilt für Fornminnen, die vor 1850 entstanden sind, dass sie automatisch durch das Gesetz geschützt sind. Aber auch jüngere Überreste können zu Bodendenkmalen erklärt werden, wenn sie sich an ihrem ursprünglichen Standort befinden und weitgehend erdgebunden sind. Als Fornminnen zählen u. a. Siedlungen und Siedlungsreste aus prähistorischer Zeit, Gräber und Grabstätten, Burgruinen, Ruinen von Klöstern, Kirchen und Schlössern, Steine und Felsen mit Inschriften und Bildern (z. B. Runensteine und Petroglyphen), insofern sie nicht schon als Einzeldenkmal unter Byggnadsminnen (schwedisch für Baudenkmale) oder kyrkliga Kulturminnen (schwedisch für kirchliches Kulturgut) ausgewiesen sind.

## Legende
| ID           | = | ID.Nr. des Denkmalregisters (Fornsök) im schwedische Amt für nationales Kulturerbe (Riksantikvarieämbetet (RAÄ)) |
| Lage         | = | Koordinatenangabe des Standorts                                                                                  |
| Bezeichnung  | = | Bezeichnung des Denkmalobjekts (auch RAÄ-Nr.)                                                                    |
| Beschreibung | = | Name (Denkmaltyp/Dokumentenverweis im Arkivsök) sowie eine kurze Beschreibung des Objekts                        |
| Bild         | = | Bild des Objekts sowie Verweis auf weitere Bilder                                                                |

## Fornminnen Torp
| ID             | Lage    | Bezeichnung (RAÄ-Nr.) | Beschreibung | Bild           |
| -------------- | ------- | --------------------- | --- | -------------- |
| 10250200010001 | (Karte) | Torp 1:1              | Torp 1:1 (Steinhügelgrab / L1935:7315) rundes (etwa 11 m Durchmesser, 0,7 m hoch) Hügelgrab am Nordufer des Ljungan nahe der Ortschaft Ljungaverk, 15 m südlich davon befindet sich die Steinsetzung Torp 1:2 (L1935:7919) und 25 m nördlich die Steinsetzung Torp 1:3 (L1935:7249).                                  | Weitere Bilder |
| 10250200010002 | (Karte) | Torp 1:2              | Torp 1:2 (Steinsetzung / L1935:7919) runde (etwa 8 m Durchmesser) Steinsetzung am Nordufer des Ljungan nahe der Ortschaft Ljungaverk, nördlich davon befindet sich das Hügelgrab Torp 1:1 (L1935:7315) und die Steinsetzung Torp 1:3 (L1935:7249).                                                                    | Weitere Bilder |
| 10250200010003 | (Karte) | Torp 1:3              | Torp 1:3 (Steinsetzung / L1935:7249) runde (etwa 3 m Durchmesser) Steinsetzung am Nordufer des Ljungan nahe der Ortschaft Ljungaverk, südlich davon befindet sich das Hügelgrab Torp 1:1 (L1935:7315) und die Steinsetzung Torp 1:2 (L1935:7919) Steinsetzung.                                                        | Weitere Bilder |
| 10250200040001 | (Karte) | Torp 4:1              | Torp 4:1 (Hügelgrab / L1935:7920) Beschreibung ergänzen | Weitere Bilder |
| 10250200050001 | (Karte) | Torp 5:1              | Torp 5:1 (Hügelgrab / L1935:7987) Beschreibung ergänzen | Weitere Bilder |
| 10250200070001 | (Karte) | Torp 7:1              | Torp 7:1 (Hügelgrab / L1935:6470) Beschreibung ergänzen | Weitere Bilder |
| 10250200070002 | (Karte) | Torp 7:2              | Torp 7:2 (Hügelgrab / L1935:6399) Beschreibung ergänzen | Weitere Bilder |
| 10250200080001 | (Karte) | Torp 8:1              | Torp 8:1 (Hügelgrab / L1935:6471) Beschreibung ergänzen | Weitere Bilder |
| 10250200090001 | (Karte) | Torp 9:1              | Torp 9:1 (Hügelgrab / L1935:6452) Beschreibung ergänzen | Weitere Bilder |
| 10250200170001 | (Karte) | Torp 17:1             | Torp 17:1 (Hügelgrab / L1935:6920) Beschreibung ergänzen | Weitere Bilder |
| 10250200170002 | (Karte) | Torp 17:2             | Torp 17:2 (Hügelgrab / L1935:6239) Beschreibung ergänzen | Weitere Bilder |
| 10250200200001 | (Karte) | Torp 20:1             | Torp 20:1 (Steinsetzung / L1935:6312) Beschreibung ergänzen | Weitere Bilder |
| 10250200240001 | (Karte) | Torp 24:1             | Torp 24:1 (Hügelgrab / L1935:7991) Beschreibung ergänzen | Weitere Bilder |
| 10250200300001 | (Karte) | Torp 30:1             | Torp 30:1 (Hügelgrab / L1935:6863) Beschreibung ergänzen | Weitere Bilder |
| 10250200330001 | (Karte) | Torp 33:1             | Torp 33:1 (Hügelgrab / L1935:6244) Beschreibung ergänzen | Weitere Bilder |
| 10250200510001 | (Karte) | Torp 51:1             | Torp 51:1 (Gräberfeld / L1935:7063) ovales (etwa 150 × 40 m) Gräberfeld im Osten der Halbinsel Viknäset im See Torpsjön, etwa 1 km Luftlinie südwestlich Fränsta; bestehend aus 10 Hügelgräber von 7 bis 18 m Durchmesser. Befindet sich ca. 700 m östlich der historischen Holzbrücke Vikbron (siehe 21300000019859) | Weitere Bilder |
| 10250200680001 | (Karte) | Torp 68:1             | Torp 68:1 (Steinsetzung / L1935:6684) Beschreibung ergänzen | Weitere Bilder |
| 10250201130001 | (Karte) | Torp 113:1            | Torp 113:1 (Steinsetzung / L1935:8387) Beschreibung ergänzen | Weitere Bilder |
| 10250201150001 | (Karte) | Torp 115:1            | Torp 115:1 (Hügelgrab / L1935:7771) Beschreibung ergänzen | Weitere Bilder |
| 10250201180001 | (Karte) | Torp 118:1            | Torp 118:1 (Hügelgrab / L1935:8400) Beschreibung ergänzen | Weitere Bilder |
| 10250201180002 | (Karte) | Torp 118:2            | Torp 118:2 (Hügelgrab / L1935:8474) Beschreibung ergänzen | Weitere Bilder |
| 10250201300001 | (Karte) | Torp 130:1            | Torp 130:1 (Hügelgrab / L1935:8464) Beschreibung ergänzen | Weitere Bilder |
| 10250202010001 | (Karte) | Torp 201:1            | Torp 201:1 (Mühle / L1935:7489) Beschreibung ergänzen | Weitere Bilder |
| 10250202300001 | (Karte) | Torp 230:1            | Torp 230:1 (Alm / L1935:8256) auch als schwedisch „Västerklocken“ bezeichnet, Beschreibung ergänzen | Weitere Bilder |
| 10250202300002 | (Karte) | Torp 230:2            | Torp 230:2 (Alm / L1935:7569) auch als schwedisch „Västerklocken“ bezeichnet, Beschreibung ergänzen | Weitere Bilder |
| 10250202380001 | (Karte) | Torp 238:1            | Torp 238:1 (Alm / L1935:8260) auch als schwedisch „Björnåsen“ bezeichnet, Beschreibung ergänzen | Weitere Bilder |
| 10250202470001 | (Karte) | Torp 247:1            | Torp 247:1 (Alm / L1935:7786) auch als schwedisch „Kilvallen“ bezeichnet, Beschreibung ergänzen | Weitere Bilder |
| 10250202550001 | (Karte) | Torp 255:1            | Torp 255:1 (Alm / L1935:7251) auch als schwedisch „Klevbodarna“ bezeichnet, Beschreibung ergänzen | Weitere Bilder |
| 10250202840001 | (Karte) | Torp 284:1            | Torp 284:1 (Alm / L1935:8100) auch als schwedisch „Hångstafäbodar, Klocken“ bezeichnet, Beschreibung ergänzen | Weitere Bilder |
| 10250203220001 | (Karte) | Torp 322:1            | Torp 322:1 (Alm / L1935:8161) auch als schwedisch „Långåsen“ bezeichnet, Beschreibung ergänzen | Weitere Bilder |
| 10250203220002 | (Karte) | Torp 322:2            | Torp 322:2 (Alm / L1935:7580) auch als schwedisch „Långåsen“ bezeichnet, Beschreibung ergänzen | Weitere Bilder |
| 10250203230001 | (Karte) | Torp 323:1            | Torp 323:1 (Alm / L1935:8249) auch als schwedisch „Nyåsbodarna“ bezeichnet, Beschreibung ergänzen | Weitere Bilder |
| 10250203560001 | (Karte) | Torp 356:1            | Torp 356:1 (Alm / L1935:7087) Beschreibung ergänzen | Weitere Bilder |